# Aglaia spectabilis
Aglaia spectabilis  (лат.) (тайск. ตาเสือใหญ่, кхмер. bangkeou damrei) — вид деревьев рода Aglaia семейства Мелиевые (Meliaceae), которые достигают в высоту 18 метров. Ранее относился к роду Amoora.
Данный вид встречается в следующих странах: Австралия (Квинсленд), Камбоджа, Китай, Индия, Индонезия, Лаос, Малайзия, Мьянма, Папуа — Новая Гвинея, Филиппины, Соломоновы Острова, Таиланд и Вьетнам.